# Бург, Томас, 3-й барон Бург
Томас Бург (англ. Thomas Burgh; примерно 1558 — 14 октября 1597) — английский аристократ, 3-й барон Бург с 1584 года. Кавалер ордена Подвязки.

## Биография
Томас Бург принадлежал к старинному роду, представители которого, владевшие землями в Линкольншире, возводили свою генеалогию к Хьюберту де Бургу, 1-му графу Кенту. Он родился примерно в 1558 году в семье Уильяма Бурга, 2-го барона Бурга, и Кэтрин Клинтон. После смерти отца в 1584 году Томас получил семейные владения и баронский титул. В период между 1587 и 1597 годами он был комендантом крепости Брилле в Нидерландах. В 1593 году барон возглавил посольство в Шотландию и стал кавалером ордена Подвязки, в 1597 году занял пост лорда-депутата Ирландии.
Сэр Томас был женат на Фрэнсис Воган, дочери Джона Вогана и Анны Пикеринг. В этом браке родились:
- Элизабет, жена Джорджа Брука, сына Уильяма Брука, 10-го барона Кобема;
- Кэтрин (умерла примерно в 1646), жена Томаса Найветта[1];
- Анна (умерла примерно в 1641), жена сэра Дрю Друри[1];
- Фрэнсис, жена Фрэнсиса Коппингера[1];
- Роберт (примерно 1594—1602), 4-й барон Бург[1][3].